# Emma Seehofer
Emma Seehofer (* unbekannt; † Juni 1912 in Mannheim) war eine deutsche Opernsängerin (Alt).

## Leben
Emma Seehofer wurde 1851 erstmals erwähnt. 1852 war sie Accessistin im Kontra-Alt bei der Königlichen Hofkapelle.
Seehofer sang unter anderem von 1854 bis 1887 an der Bayerischen Staatsoper. Bei der Uraufführung von Richard Wagners Das Rheingold am 22. September 1869 wirkte sie in der Rolle der Erda mit sowie bei der Uraufführung von Wagners Die Walküre am 26. Juni 1870 in der Rolle der Walküre Schwertleite. Das Deutsche Bühnenjahrbuch 1904 führte sie als Hofopernsängerin. Sie arbeitete zuletzt als Gesangslehrerin in München.